# Vietsenia
Vietsenia é um género botânico pertencente à família Melastomataceae.